# Repenomamus
A Repenomamus az emlősök (Mammalia) osztályának Gobiconodonta rendjébe, ezen belül a Gobiconodontidae/Repenomamidae családjába tartozó nem.

## Tudnivalók

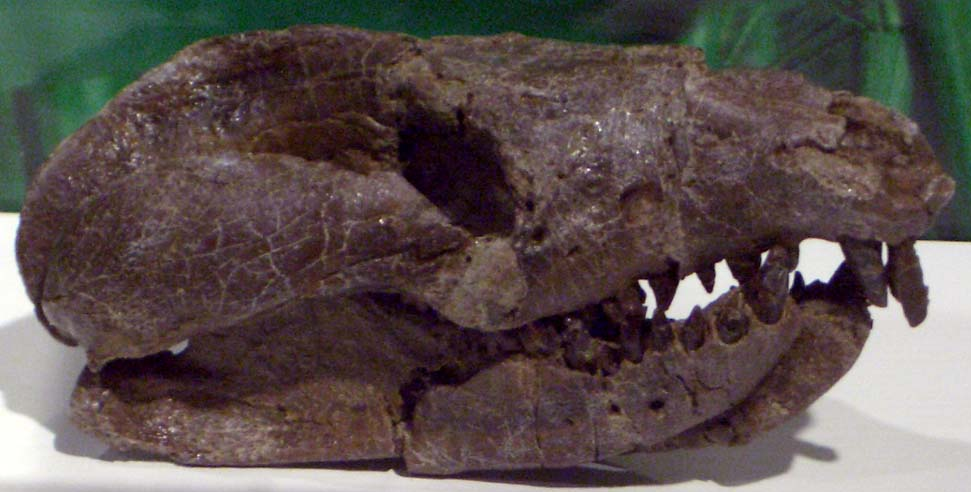
A R. giganticus koponyája

A Repenomamus a kora kréta korszak idején élt, ott ahol ma a kínai Liaoning tartomány van. Ezelőtt 125-123,2 millió éve élt. Az eddigi két felfedezett faj maradványait az úgynevezett Yixian Formation-ban találták meg; ez a lelőhely arról híres, hogy benne számos tollas dinoszauruszra bukkantak az őslénykutatók.
2000-ben amikor leírták ezt az emlősnemet, megalkották neki a Repenomamidae családot, amelynek egyedüli képviselője. De mivel igen közeli rokonságot mutat a Gobiconodontidae-fajokkal, gyakran ebbe a családba sorolják be.
A Repenomamus ragadozó életmódot folytatott, kisebb gerincesekkel táplálkozhatott, akár a dinoszauruszok fiókáit is felfalhatta – amint azt egy kövület is mutatja -, bár azt nem lehet tudni, hogy aktívan vadászott azokra, vagy csak az elpusztult példányokat szedte össze, azaz dögevő lehetett.

## Rendszerezés
A nembe az alábbi 2 faj tartozik:

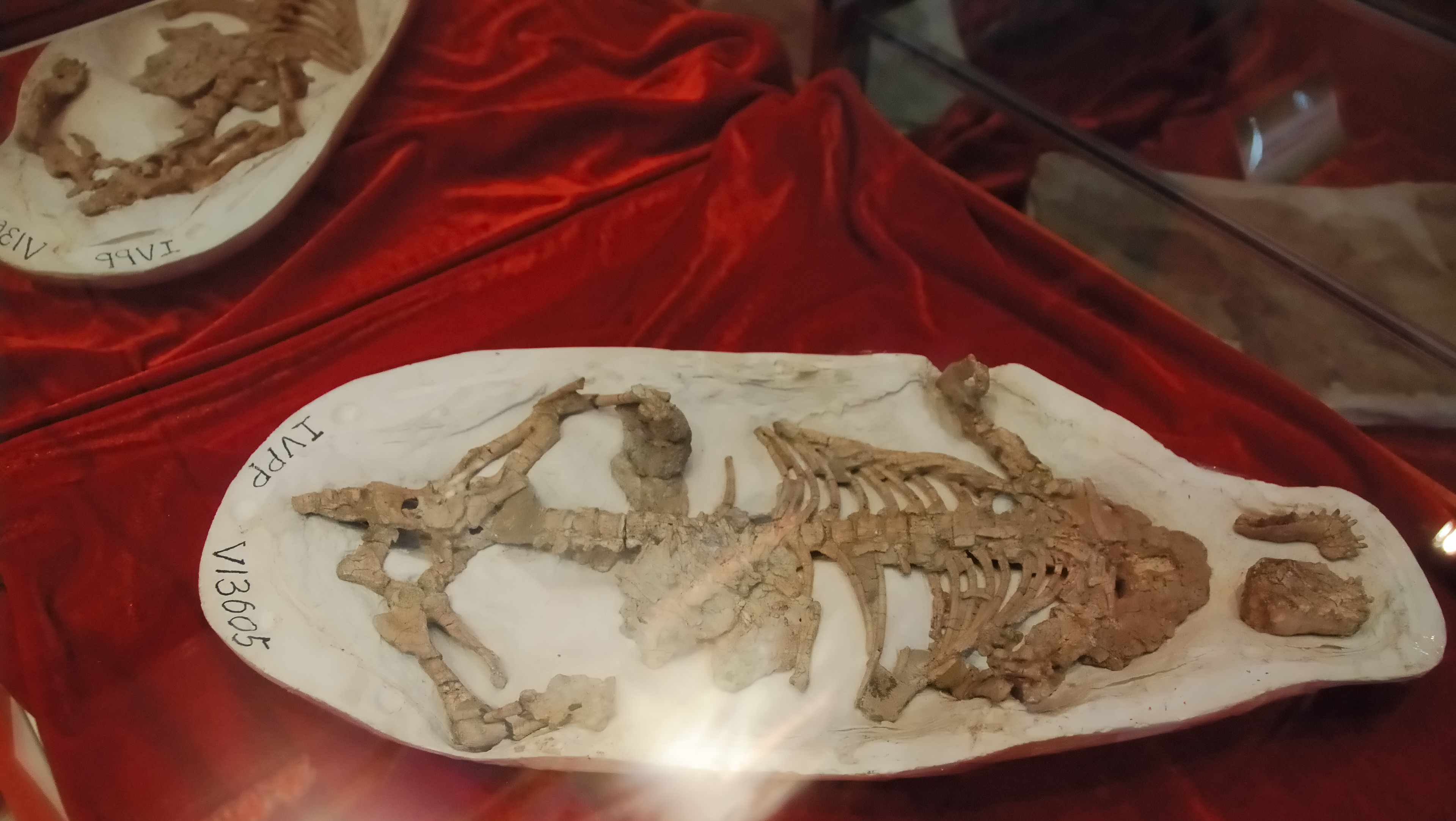
Ennek a R. robustus-nak a gyomrában Psittacosaurus fióka van

- Repenomamus giganticus Hu, Meng, Wang & Li, 2005 – körülbelül 50 százalékkal nagyobb volt, mint rokona. Testtömege 12-14 kilogramm, testhossza körülbelül 1 méter lehetett; ezzel a mérettel a legnagyobb mezozoikumi emlősfaj.
- Repenomamus robustus Li, Wang, Wang & Li, 2000 – típusfaj; a 4-6 kilogrammjával, körülbelül akkora lehetett, mint a mai északi oposszum (Didelphis virginiana). A faj leghíresebb kövületének gyomrában egy kis Psittacosaurus van.[3]

A két Repenomamus-faj, eddig az összes felfedezett mezozoikumi emlős közül a legnagyobb méretű; nagyobbak voltak egyes azonos helyen élő dinoszaurusznál, mint például a Graciliraptornál. A méret mellett abban is különböznek a többiektől – amelyek nagyjából rovarevők voltak -, hogy aktív ragadozók lehettek, akár kis dinoszauruszokkal is táplálkozhattak. A lábuk nem egészen a testük alatt volt, amint a modern emlősök esetében, hanem kissé oldalt. Továbbá nem a lábujjaikon jártak, hanem a talpukon. A hosszúkás testükhöz képest eléggé rövid lábuk volt.

## Felfedezésének jelentősége
Ennek a ragadozó életmódú állatnak a létezése arról tanúskodik, hogy már a mezozoikumban nagyon változatos volt az emlősök csoportja.
Korábban úgy vélték, hogy a dinoszauruszok idején az emlősök és emlősszerűek üreglakó lények voltak, amelyek csak igen ritkán merészkedtek a felszínre. De a Repenomamus, továbbá a repülőmókus-szerű Volaticotherium, az övesállatokra emlékeztető Fruitafossor, valamint a hódszerű Castorocauda állatoknak köszönhetően ez a vélemény már aligha érvényes.

## Fordítás
- Ez a szócikk részben vagy egészben  a   Repenomamus című angol Wikipédia-szócikk ezen változatának fordításán alapul.  Az eredeti cikk szerkesztőit annak laptörténete sorolja fel. Ez a jelzés csupán a megfogalmazás eredetét és a szerzői jogokat jelzi, nem szolgál a cikkben szereplő információk forrásmegjelöléseként.